# پسیو
پُسیو (به فنلاندی: Posio) یک منطقهٔ مسکونی در فنلاند است که در لاپلند واقع شده‌است.

## خواهرخوانده
شهر اولنگورسک، اوبلاست مورمانسک خواهرخواندهٔ پسیو هست.